# Ex-Hacienda de Enramada
Ex-Hacienda de Enramada är en ort i Mexiko.   Den ligger i kommunen Moctezuma och delstaten San Luis Potosí, i den centrala delen av landet, 400 km nordväst om huvudstaden Mexico City. Ex-Hacienda de Enramada ligger 1 665 meter över havet och antalet invånare är 318.
Terrängen runt Ex-Hacienda de Enramada är huvudsakligen platt, men västerut är den kuperad. Terrängen runt Ex-Hacienda de Enramada sluttar österut. Runt Ex-Hacienda de Enramada är det ganska tätbefolkat, med 90 invånare per kvadratkilometer. Närmaste större samhälle är San José del Arbolito, 16,5 km öster om Ex-Hacienda de Enramada. Omgivningarna runt Ex-Hacienda de Enramada är i huvudsak ett öppet busklandskap.